# Ivančiná
Ivančiná (in ungherese Ivánkafalva) è un comune della Slovacchia facente parte del distretto di Turčianske Teplice, nella regione di Žilina.